# Tschechische Botschaft in Berlin
Die Tschechische Botschaft in Berlin ist der Hauptsitz der diplomatischen Vertretung von Tschechien in Deutschland. Eine diplomatische Vertretung der Tschechoslowakei in Deutschland existiert seit 1919. Die Botschaft Tschechiens befindet sich in der Wilhelmstraße 44 (ehemals: Otto-Grotewohl-Straße 21) im Berliner Ortsteil Mitte des gleichnamigen Bezirks. Das von 1974 bis 1978 als Botschaft der Tschechoslowakei in der DDR errichtete Gebäude gilt als herausragendes Beispiel der Sozialistischen Moderne. Wegen der geplanten mehrjährigen Sanierung des Botschaftsgebäudes ist der Sitz der Tschechischen Botschaft in Berlin seit dem 2. September 2024 in Ersatzräumlichkeiten am Hausvogteiplatz 10 in Berlin-Mitte untergebracht.

## Geschichte

### Im Deutschen Reich

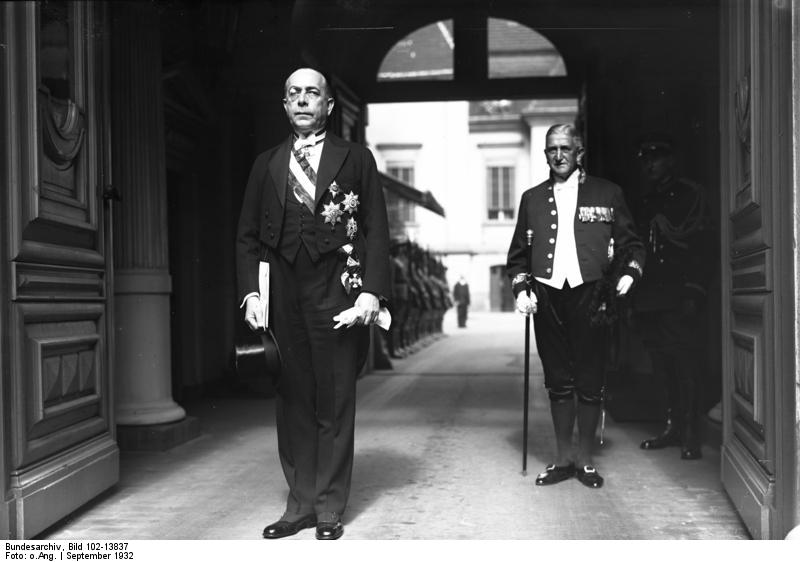
Vojtěch Mastný nach seiner Akkreditierung bei Paul von Hindenburg, 1932

Bis 1918 waren die Tschechen und Slowaken Teil der k.u.k.-Monarchie Österreich-Ungarn, dessen diplomatische Vertretung beim Deutschen Reich sich ab 1890 am Kronprinzenufer 14 (heute: Bettina-von-Arnim-Ufer) im Alsenviertel befand. Nachdem Österreich-Ungarn an der Seite Deutschlands den Ersten Weltkrieg verloren hatte, trennten die Siegermächte mit dem Vertrag von Saint-Germain Böhmen und Mähren und mit dem Vertrag von Trianon die Slowakei ab. Aus diesen Gebieten entstand die Tschechoslowakische Republik. Die neugebildete Tschechoslowakische Gesandtschaft bezog ihr Domizil in der Rauchstraße 27 im Botschaftsviertel in Tiergarten. Als Residenz des Botschafters erwarb die Tschechoslowakische Republik 1920 die ehemalige Hanseatische Gesandtschaft  an der Regentenstraße 19a.
Letzter Gesandter der unabhängigen Tschechoslowakei vor dem Münchner Abkommen war Vojtěch Mastný, der im März 1939 zur Abreise nach Prag gezwungen wurde. Nach der Zerschlagung der Tschechoslowakei 1938/1939 konfiszierte das Deutsche Reich das Gebäude und nutzte es für die Deutsche Informationsstelle, eine Propagandaabteilung des Auswärtigen Amtes unter Joachim von Ribbentrop in Stiftungsform. Von 1939 bis 1945 vertrat der vormalige tschechoslowakische Außenminister František Chvalkovský als Gesandter das Protektorat Böhmen und Mähren beim Deutschen Reich. Die Gesandtschaft hatte ihren Sitz am Kurfürstendamm 190/192 Ecke Schlüterstraße. Chvalkovský hatte praktisch weder Funktion noch Einfluss; er wurde zu Ende des Zweiten Weltkriegs bei einem Bombenangriff getötet. Auch das Gebäude in der Rauchstraße wurde am Ende des Krieges durch Bomben zerstört. Heute befindet sich auf dem Eckgrundstück die Mexikanische Botschaft.

### In der Deutschen Demokratischen Republik

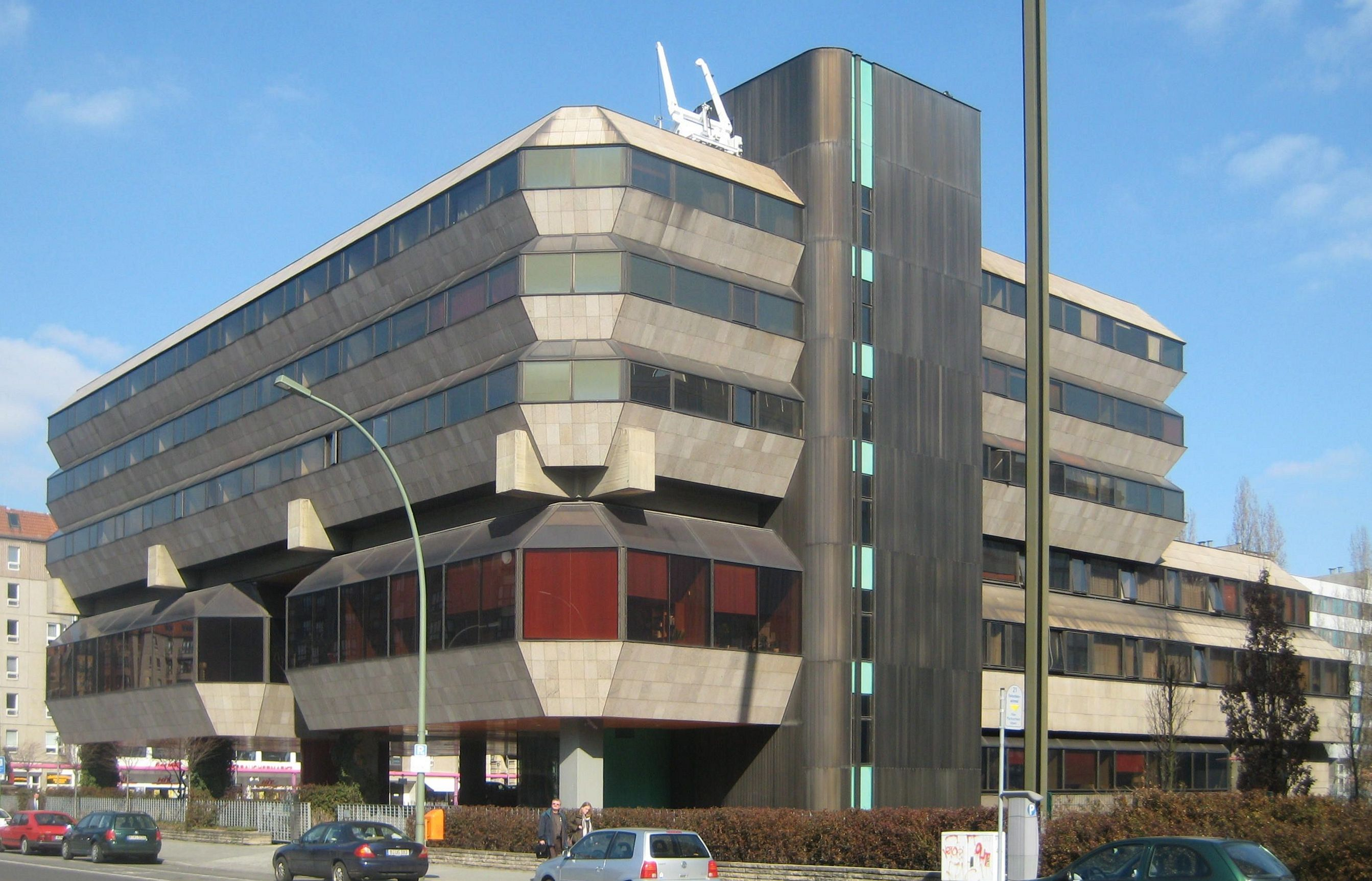
Tschechische Botschaft in der Wilhelmstraße 44 in Berlin-Mitte

Beginnend im Oktober 1948 unterhielt die Tschechoslowakei (ČSR) im Sowjetischen Sektor Berlins eine Handelsvertretung. Am 18. Oktober 1949 – elf Tage nach Gründung der DDR – nahmen die ČSR und DDR offizielle Beziehungen auf. 1953 wandelte die ČSR ihre Mission in Ost-Berlin in eine Botschaft um. Die Botschaft befand sich in der Schönhauser Allee 10/11 im damaligen Stadtbezirk Prenzlauer Berg, die Handelsvertretung in der Leipziger Straße 36 in Berlin-Mitte.
Der Neubau der Botschaft der Tschechoslowakischen Sozialistischen Republik (ČSSR) auf dem früheren Wilhelmplatz (später Thälmannplatz) in Ost-Berlin wurde von 1974 bis 1978 errichtet und im Februar 1979 eingeweiht. Der Entwurf stammt vom tschechischen Architekten-Ehepaar Věra und Vladimír Machonin in Zusammenarbeit mit Klaus Pätzmann. Das Gebäude hat einen quadratischen Grundriss mit einer Kantenlänge von 48 Metern. Das erste Obergeschoss kragt über dem Erdgeschoss und der Vorfahrt stark aus, durch die Aufständerung scheint der Baukörper zu schweben. Die kantig abgeknickten Fensterbänder mit der dunklen Verspiegelung wirken futuristisch. Das Gebäude wird dem Brutalismus zugerechnet und häufig scherzhaft als UFO bezeichnet. Das speziell für den Neubau entworfene Mobiliar – rote und orange Kunstledersessel und Leuchten im 1970er-Jahre-Stil – ist noch vorhanden und hat sich ebenso wie die innere Gestaltung mit farbigen Holzvertäfelungen seit der Eröffnung kaum geändert.

### Im wiedervereinigten Deutschland
Ursprünglich war neben der Botschaft auch die Handelsvertretung der ČSSR untergebracht, die Räumlichkeiten wurden mittlerweile vermietet. Nach Auflösung der Tschechoslowakei 1992 übernahm Tschechien die Immobilie, die Slowakische Botschaft zog in die Friedrichstraße 60. Nach dem Hauptstadtbeschluss wurde die Botschaft 1999 von Bonn nach Berlin verlagert. Die Bonner Botschaft wurde dabei zur Außenstelle der Botschaft in Berlin erklärt. Nachdem 2004 der Umzug der wichtigsten Institutionen von Bonn nach Berlin abgeschlossen war, wurde die Bonner Niederlassung zu einem normalen Generalkonsulat, das schließlich 2008 geschlossen wurde (siehe Botschaft der Tschechoslowakei (Bonn)). Die Residenz des tschechischen Botschafters befindet sich in einer 2001 umgebauten Villa in Grunewald. 2009 fand im Rahmen des Festivals ARCHICZECH im Botschaftsgebäude eine Retrospektive zu Věra und Vladimír Machonins architektonischem Werk statt.